# Сапарбаев, Бердибек Машбекович
Бердибек Машбекович Сапарбаев (каз. Сапарбаев Бердібек Машбекұлы; 9 февраля 1953, Бесарык, Кзыл-Ординская область — 10 июня 2023, Кокшетау, Акмолинская область) — государственный и политический деятель Казахстана, аким Жамбылской области (10 февраля 2020 года — 7 апреля 2022), доктор экономических наук.

## Биография
Трудовую деятельность начал в 1969 году рабочим совхоза «Задаринский». Происходит из рода жаманбай племени конырат.
С 1971 по 1973 год служил в армии.
В 1977 году окончил Алма-Атинский институт народного хозяйства по специальности «экономист».
После окончания института работал экономистом Республиканского управления гострудсберкасс.
В период с 1977 по 1988 год работал в Министерстве финансов Казахской ССР. Сначала экономистом, затем старшим экономистом, ведущим, главным экономистом, заместителем начальника отдела.
С 1988 по 1994 год — начальник планово-финансового управления, начальник ГлавПЭУ, заместитель министра образования Республики Казахстан.
Около года занимал должность заместителя заведующего отделом Аппарата Президента и Кабинета Министров Республики Казахстан.
С 1994 по 1995 год — заместитель заведующего, затем заведующий отделом финансов, труда и социальной защиты Управления делами Кабинета Министров Республики Казахстан.
С марта по сентябрь 1995 года — руководитель Аппарата Кабинета Министров Республики Казахстан.
В сентябре 1995 года назначен акимом Кызылординской области.
С июля 1999 по август 2002 года — аким Южно-Казахстанской области.
В 2002 году переходит председателем Агентства таможенного контроля Республики Казахстан, затем вице-министром финансов — председателем Комитета таможенного контроля Министерства финансов Республики Казахстан.
С 2006 по 2007 год — заместитель Руководителя Канцелярии Премьер-Министра — Представитель Правительства в Парламенте Республики Казахстан.
С февраля по август 2007 года — вице-министр экономики и бюджетного планирования Республики Казахстан.
С августа 2007 года назначен на пост министра труда и социальной защиты населения Республики Казахстан.
С 4 марта 2009 по 11 ноября 2014 года — аким Восточно-Казахстанской области.
11 ноября 2014 года Указом Главы государства назначен Заместителем Премьер-Министра Республики Казахстан.
11 сентября 2015 года Указом Президента назначен акимом Актюбинской области.
25 февраля 2019 года назначен на пост министра труда и социальной защиты Республики Казахстан.
20 августа 2019 года назначен заместителем Премьер-Министра Республики Казахстан.
С 10 февраля 2020 по 7 апреля 2022 года — аким Жамбылской области.
Скончался утром 10 июня 2023 года на 71-м году жизни от внезапной остановки сердца.
Соболезнования выразил президент Казахстана Касым-Жомарт Токаев и другие видные деятели страны.
Прощание с видным государственным и политическим деятелем Казахстана прошло 11 июня в Казахском национальном театре оперы и балета имени Абая в Алма-Ате.
Похоронен Бердибек Сапарбаев на мусульманском кладбище «Кенсай 2» в Алма-Ате.

## Зарплата
В августе 2016 года всем акиматам были разосланы запросы с просьбой обнародовать оклады первых руководителей. Аким Актюбинской области Бердибек Сапарбаев не ответил на запрос.

## Семья
Жена — Сапарбаева Калдыгайша Зейнулловна (1955 г.р.), имеет дочь (Акбота, 1978 г.р.) и двоих сыновей. Старший — Бауржан (1983—2002), младший — Жансултан (род. 1991).
Родной брат — Налибаев, Нурлыбек Машбекович — аким Кызылорды (2013—2021).
Младший сын Жансултан стал заместителем акима в районе «Есиль» города Астаны. Бердибек Сапарбаев отметил, что не принимает участие в трудовой деятельности сына.

## Звание, степени
- Доктор экономических наук (тема диссертации: «Управление инвестиционными процессами в производственно-хозяйственной системе (на материалах Кызылординской области)», 1999)
- Почётный член АСН РК (1996).
- Почётный президент Федерации гандбола РК.
- Мастер спорта

## Творчество
Автор книг:
- «Экономика региона в переходный период» (1995)
- «Специальные экономические зоны. Опыт создания» (1996)

## Награды
- Орден Отан (2017)[21]
- Орден «Парасат» (2007)
- Орден «Курмет» (1999)
- Орден «Барыс» I степени (2012)
- Медаль «Астана» (1998)
- Медаль «10 лет независимости Республики Казахстан» (2001)
- Медаль «10 лет Конституции Республики Казахстан» (2005)
- Медаль «10 лет Астане»
- Медаль «20 лет независимости Республики Казахстан» (2011)[22]
- Медаль «20 лет Вооружённых сил Республики Казахстан» (2012)[23]
- Орден Дружбы (7 мая 2015 года, Россия) — за большой вклад в укрепление дружбы и сотрудничества с Российской Федерацией, развитие торгово-экономических и культурных связей[24][25]
- Почётный гражданин Актюбинской области (2023)[26]
- Почётный гражданин Восточно-Казахстанской области (2014)[27]
- Почётный гражданин Кызылординской области (2009)
- Почётный гражданин Южно-Казахстанской области (2002)

### Негосударственные награды
- Орден «Алгыс» (2013, Казахстанский митрополичий округ)[28]